# David Karp
David Karp (Nueva York, 6 de julio de 1986) es un desarrollador web y emprendedor estadounidense. Es el fundador y director ejecutivo de la plataforma de microblogging Tumblr. De acuerdo con Forbes, el valor neto de Karp supera los $200 millones, y Tumblr ha sido valorado en $800 millones. El 20 de mayo de 2013, se anunció que Yahoo! y Tumblr habían llegado a un acuerdo de Yahoo!! adquirir Tumblr por $ 1,1 mil millones ($1.1 billion). Karp se mantendría como director ejecutivo de la compañía.
Karp comenzó su carrera como interno bajo Fred Seibert en la compañía de animación Frederator Studios, donde construyó la primera plataforma de blogging del estudio y concibió, escribió y dirigió su primer red de vídeo en internet, Channel Frederator. Karp pasó a trabajar para el foro en línea para padres UrbanBaby hasta que fue vendido a CNET en 2006. Karp entonces comenzó su propia compañía de consultoría de software, Davidville, donde trabajó con el ingeniero informático Marco Arment en proyectos para clientes. Durante una brecha entre contratos en 2006, los dos comenzaron a trabajar en un sitio web de microblogging, que fue lanzado en febrero de 2007 como Tumblr. A partir del 1 de mayo de 2015, Tumblr acoge a más 234.2 millones de blogs. En agosto de 2009, Karp fue nombrado «mejor joven empresario tecnológico del 2009» por BusinessWeek y en 2010, fue nombrado para el TR35 del MIT Technology Review como uno de los mejores 35 innovadores del mundo menores de 35 años.

## Primeros años
Nacido en la ciudad de Nueva York, Karp creció en el Upper West Side de Manhattan. Sus padres son Michael D. Karp, un compositor de música para cine y televisión, y Barbara Ackerman, una maestra de San Anselmo, California. Tiene un hermano menor llamado Kevin. Sus padres se separaron cuando tenía 17 años. Karp asistió a la escuela Calhoun del tercer al octavo grado, donde su madre enseña ciencia. A las 11 años, comenzó a aprender HTML y pronto fue a diseñar sitios web para empresas. Karp pasó a asistir a Bronx Science durante un año antes de abandonarlo a la edad de 15 años y comenzó a estudiar en casa. En aquel entonces, Karp tenía aspiraciones de entrar en una universidad en Nueva York o MIT y vio al estudiar en casa y haciendo otros proyectos de lado como una manera de impresionar a los colegios. Karp nunca regresó a la escuela secundaria ni obtuvo su diploma de escuela secundaria. Marco Arment, el primer empleado de Tumblr, recordaría más tarde que Karp estaba dispuesto a evitar que su edad hiciera a la gente realizar hipótesis sobre él: «Él quería mantenerlo en secreto mientras pudiera porque sabía que en cuanto saliera a la luz, cada historia sobre Tumblr sería sobre la juventud de David».

## Carrera

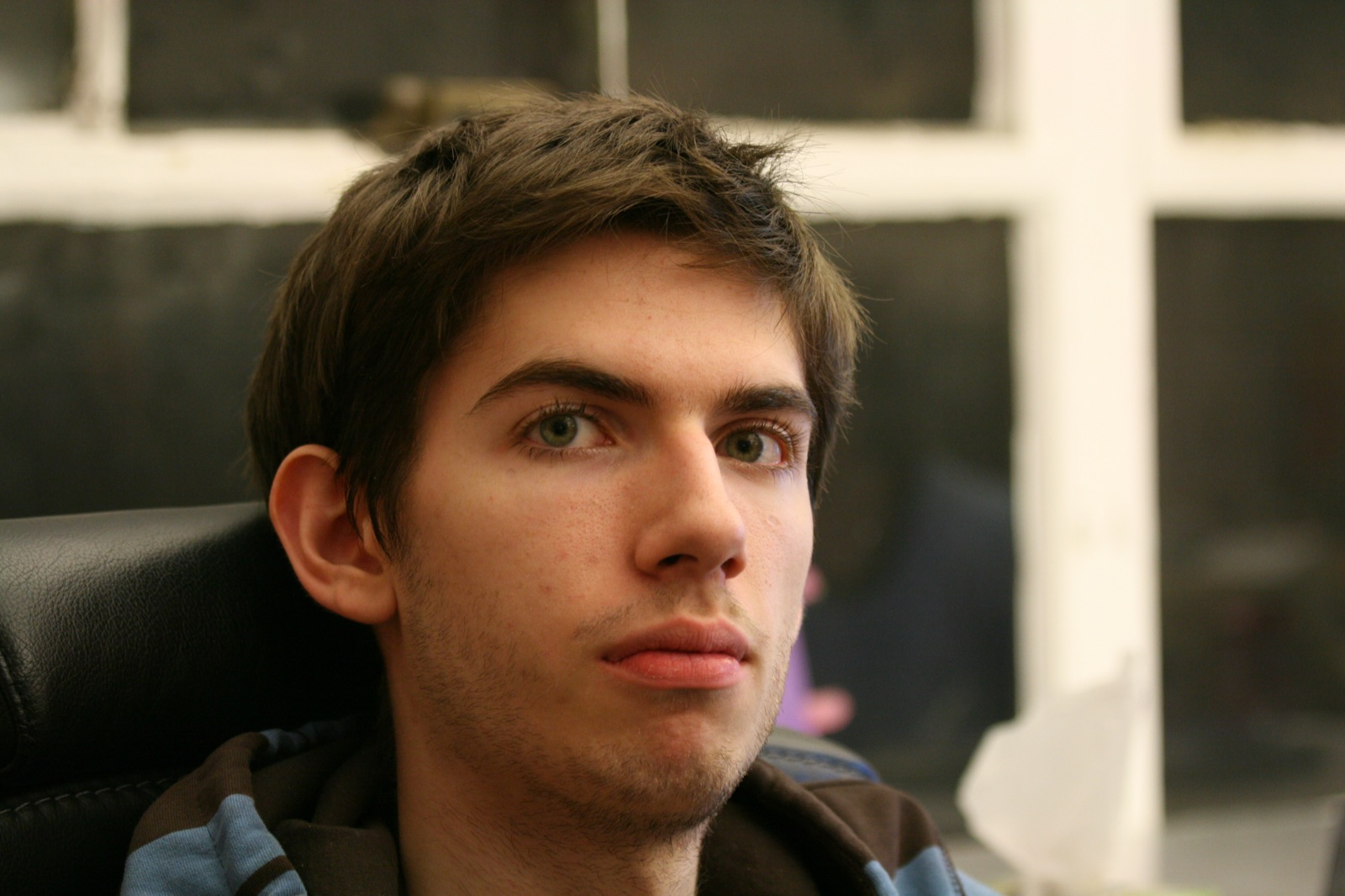
Karp en 2007.

Karp comenzó una pasantía a los 14 años para el productor de animación Fred Seibert, fundador de Frederator Studios. La madre de Karp había enseñado a los niños de Seibert en la escuela Calhoun y era amiga de su esposa. Karp estaba fascinado con el trabajo de los ingenieros informáticos de Frederator y sus visitas se volvieron regulares. Después de que empezó su educación en el hogar, Karp también comenzó a tomar clases de japonés en la Japan Society y vio a un tutor de matemáticas, con quien trabajó en escribir software para ganar en el blackjack y póquer. Cuando el empresario John Maloney buscó ayuda técnica con UrbanBaby, un foro en línea para padres, un empleado de Frederator recomendó a Karp para el trabajo. Karp completó el proyecto, que tenía que hacerse en un par de días, dentro de cuatro horas. Maloney lo hizo jefe de UrbanBaby del producto y le dio una pequeña cantidad de recursos propios. A los 17 años, mientras aún trabajaba en UrbanBaby, Karp se mudó solo a Tokio durante cinco meses. Fue tres meses después de que Karp se había trasladado a Tokio que UrbanBaby descubrió que él no estaba en Nueva York.
Karp dejó UrbanBaby después de que fue vendido a CNET en 2006. Usando el dinero de la venta de sus acciones, Karp comenzó su propia empresa de consultoría software, Davidville, visionar una mezcla de trabajo de cliente y sus propios productos. Marco Arment se unió a la compañía como ingeniero después de responder al anuncio de Craigslist de Karp. Karp había estado interesado en microblogs durante algún tiempo y estaba esperando que una de las plataformas de blogging establecidas presentara su propia plataforma de microblogging. Como nadie lo había hecho después de un año de espera, Karp y Arment comenzaron a trabajar en su propia plataforma de microblogging durante un espacio de dos semanas entre contratos en 2006. Tumblr fue lanzado en febrero de 2007 y dentro de dos semanas, el servicio había ganado 75.000 usuarios.
En octubre de 2007, Karp cerró su negocio de consultoría ya que su trabajo con Tumblr interfería con el trabajo con clientes. Davidville fue renombrado Tumblr, Inc. y 25 por ciento de la compañía fue vendida a un pequeño grupo de inversores. A partir del 1 de mayo de 2015, Tumblr acoge a más 234.2 millones de blogs.
El 20 de mayo de 2013, se anunció que Yahoo! y Tumblr habían llegado a un acuerdo para que Yahoo! adquiriera Tumblr por $1.1 billones. Karp se mantendría como director ejecutivo.

## Vida personal
Desde 2009, la novia de Karp era Rachel Eakley, un licenciada en psicología y estudiante de enfermería. Sin embargo, la pareja se separó en 2014. Vivieron juntos en Williamsburg con su perro mascota, Clark. Karp ha hecho inversiones personales en varias compañías como Superpedestrian, Inc. y Sherpaa, Inc., esta última siendo la que puso en marcha la aplicación informática profesional de la salud del mismo nombre.